# Військово-польовий роман
«Військово-польовий роман» (рос. «Военно-полевой роман») — український радянський художній фільм, мелодрама, знята режисером Петром Тодоровським у 1983 році на Одеській кіностудії. У картині розповідається історія солдата і медсестри, розділених Другою світовою війною і возз'єднаних в 1950 році.
У 1984 році картина була висунута від Радянського Союзу на премію «Оскар» в номінації «Найкращий фільм іноземною мовою».
Фільм вийшов в прокат в УРСР у 1983 році з українським дубляжем від Одеської кіностудії. Станом на 2020 український дубляж фільму досі не знайдено та не відновлено.
Займає 42-у позицію у списку 100 найкращих фільмів в історії українського кіно.

## Сюжет
Під час війни молодий солдат Саша Нетужілін без пам'яті закохується в санітарку Любу, яка живе з його командиром. Їхні шляхи швидко розходяться, щоб знову перетнутися через кілька років після війни. Тепер він одружений, працює кіномеханіком і вчиться на істфаку, тоді як вона продає пиріжки на площі Свердлова у Москві. Саша дізнається, що у неї є дочка від комбата, який загинув на війні. Відносини головного героя з грубуватою вуличною продавчинею і витонченою дружиною-педагогом поступово складаються в класичний любовний трикутник …

## У ролях
- Микола Бурляєв — Олександр Нетужілін
- Наталія Андрейченко — Любов Іванівна Антипова
- Інна Чурикова — Віра Миколаївна, дружина Нетужіліна
- Віктор Проскурін — Новиков, заступник голови виконкому
- Всеволод Шиловський — Гриша, залицяльник Люби
- Олександр Мартинов — майор Миронов, комбат
- Зіновій Гердт — директор кінотеатру
- Олена Козелькова — дружина директора кінотеатру
- Катя Юдіна — Катя Миронова, дочка Люби
- Ольга Анохіна — Нюра, сусіка Нетужіліних
- Олексій Ванін
- Юрій Дубровін — Терьохін
- Наталія Ченчик — продавчиня морозива
- Володимир Юр'єв — Малянов
- Олена Корольова — епізод

## Знімальна група
- Сценарій і постановка: Петро Тодоровський
- Оператор-постановник: Валерій Блінов
- Художник-постановник: Валентин Коновалов
- Композитори: Ігор Кантюков, Петро Тодоровський
- Пісня на вірші Геннадія Шпалікова
- Звукооператор: Едуард Гончаренко
- Монтажерка: Ірина Блогерман
- Режисерка: В. Зайцева
- Оператор: Марк Народицький
- Художниця по костюмах: Тетяна Кропивна
- Художниця-гримерка: Вікторія Курносенко
- Художник-декоратор: А. Крутоголов
- Редакторка: Тамара Хміадашвілі
- Директор фільму: Олег Галкін

## Фестивалі та премії[1]
- 1984 — ВКФ (Всесоюзний кінофестиваль): Головний приз і Диплом (Петро Тодоровський)
- 1984 — МКФ у Вальядоліді:
  - Приз за найкращу жіночу роль (Наталія Андрейченко)
  - Приз за найкращий сценарій (Петро Тодоровський)
  - Приз за найкращу жіночу роль другого плану (Інна Чурікова)
- 1984 — МКФ в Західному Берліні:
  - Участь в Основній програмі (Петро Тодоровський)
  - Приз «Срібний Ведмідь» за найкращу жіночу роль (Інна Чурікова)
- 1984 — Номінація на Премію «Оскар» Американської академії кіномистецтва за «Найкращий фільм іноземною мовою» (Петро Тодоровський)
- 1985 — МКФ в Празі:
  - Приз критики (Петро Тодоровський)
  - Приз за найкращий ігровий фільм (Петро Тодоровський)